# Neo-Destur-Partei
Die Neo-Destur-Partei, oft kurz Neo-Destur (französisch Néo-Destour; arabisch الحزب الحر الدستوري الجديد, DMG al-Ḥizb al-ḥurr ad-dustūrī al-ǧadīd) genannt, war eine politische Partei in Tunesien.

## Geschichte
Die Partei wurde am 2. März 1934 von Habib Bourguiba aus Protest gegen Mitglieder der Destur-Partei gegründet. Es kam zur Spaltung und zur Gründung der Neo-Destur-Partei aus dem modernistisch und laizistisch orientierten Flügel der Destur. Das Ziel der neuen Partei war zunächst, die Unabhängigkeit Tunesiens von der französischen Protektoratsmacht zu erreichen.
Die Partei war arabisch-nationalistisch orientiert. Nach der Unabhängigkeit von Frankreich im Jahre 1956 kam die Partei endgültig an die Macht. Die Neo-Destur war die jahrelang alleinregierende Partei innerhalb des Einparteiensystems von Tunesien.
Im Oktober 1964 wurde die Partei aufgelöst und mit der Destur-Partei als Sozialistische Destur-Partei neu gegründet.